# Chiesa di Sant'Antonio della Florida
La chiesa di Sant'Antonio della Florida (in lingua spagnola Real Ermita de San Antonio de la Florida), è una chiesa di Madrid realizzata in stile neoclassico, nota per gli affreschi sul soffitto e sulla cupola di Francisco Goya, ivi sepolto.

## Storia
La costruzione dell’eremo fu commissionata da Carlo IV all’architetto italiano Filippo Fontana nel 1792.
Nel 1905 l'edificio è stato designato come Bien de interés cultural.